# Dommery
Dommery település Franciaországban, Ardennes megyében. Lakosainak száma 187 fő (2022. január 1.). Dommery Launois-sur-Vence, Signy-l’Abbaye, Thin-le-Moutier, Viel-Saint-Remy és Wagnon községekkel határos.

## Népesség
A település népességének változása:
| Lakosok száma | 191  | 150  | 166  | 186  | 185  | 180  | 181  | 181  | 183  | 187  |
|               | 1968 | 1982 | 1990 | 2006 | 2013 | 2015 | 2017 | 2019 | 2020 | 2022 |